# Антиколи-Коррадо
Антиколи-Коррадо (итал. Anticoli Corrado) — коммуна в Италии, располагается в области Лацио, в провинции Рим.
Население составляет 933 человека (2008 г.), плотность населения составляет 57 чел./км². Занимает площадь 16 км². Почтовый индекс — 22. Телефонный код — 0774.
Покровительницей коммуны почитается святая Виктория Римская, празднование 23 декабря. 
В коммуне Антиколи-Коррадо в роскошном загородном доме на протяжении почти 30 лет проживал британский художник, мемуарист и фальсификатор произведений изобразительного искусства Эрик Хебборн.

## Демография
Динамика населения: